# Nikoła Martinoski

Nikola Martinoski Panna młoda (Bride) (1937)

Nikola Martinoski, Никола Мартиноски (ur. 18 sierpnia 1903 w Kruszewie, zm. 7 lutego 1973 w Skopju) – macedoński malarz i grafik.
Studiował malarstwo w Bukareszcie i Paryżu. Od 1930 członek belgradzkiej grupy Oblik. Po II wojnie światowej dyrektor i profesor Szkoły Artystycznej w Skopju i dyrektor Galerii Sztuki tamże. Malował głównie ekspresyjne portrety, przedstawienia matek z dziećmi, Cyganek i starców, akcentując aspekt psychologiczny wizerunków postaci.